# Pedro Rebolledo (Komponist)
Pedro Rebolledo (* 27. April 1895 in Panama-Stadt; † 3. Oktober 1963 in David) war ein panamaischer Komponist.
Rebolledo war Schüler von Rufino Saiz Alvarez und wurde 1919 Mitglied der Banda Republicana, wo er als Solotrompeter arbeitete. 1924 ging er nach Mexiko, wo er Komposition, Harmonielehre und Kontrapunkt studierte. Er wurde Mitglied des Sinfonieorchesters von Julián Carrillo, mit dem er eine Tournee durch die USA unternahm.
Nach Beendigung seiner Ausbildung kehrte er nach Panama zurück, wo er ein Orchester und einen Chor gründete. 1937 wurde er zum Direktor der Banda Nacional ernannt; er hatte die Stelle bis 1949 inne. Daneben war er von 1944 bis 1949 Professor für Komposition und Harmonielehre am Conservatorio Nacional de Música y Declamación.
Als seine wichtigsten Werke gelten die Sinfonía en FA und die Sinfonnía de Centenario, die Obertura 1903 sowie das Concertino para Clarinete.
| Personendaten    | Personendaten          |
| ---------------- | ---------------------- |
| NAME             | Rebolledo, Pedro       |
| KURZBESCHREIBUNG | panamaischer Komponist |
| GEBURTSDATUM     | 27. April 1895         |
| GEBURTSORT       | Panama-Stadt           |
| STERBEDATUM      | 3. Oktober 1963        |
| STERBEORT        | David                  |